# 伊斯特本
伊斯特本（英語：Eastbourne）是英國英格蘭東南部東薩塞克斯郡的鎮和自治市鎮，2007年區內人口大約94,816人。當地自從石器時代已經人類活動，但直到19世紀仍然是個由四個小村落合併成的小市鎮。籍著鐵路的發展，伊斯特本成了一個原始維多利亞式的渡假區。自此，每年都受到全英國遊客人潮的影響。
伊斯特本地處南唐恩斯的東端，依著比奇角的峭壁。峭壁背後的地方成了全英國陽光最充沛的地方。
雖然伊斯特本有一些工業貿易，但它仍然以海邊酒店及週邊帶來的旅遊收益為主。當地有四間劇院、大量公園、博物館等等。長達六公里的海灘成了旅遊重點。